# Måns Ekvall
Måns Ekvall (sinh ngày 4 tháng 1 năm 1995) là một cầu thủ bóng đá người Thụy Điển hiện tại thi đấu cho Landskrona BoIS.